# Guillermo García Cantú
Guillermo García Cantú  (Monterrey, Mexikó, 1960. április 23. –) mexikói színész.

## Élete
Guillermo García Cantú 1960. április 23-án született Monterreyben. Karrierjét 1984-ben kezdte. 2005-ben A mostoha című telenovellában Demetriót alakította. 2008-ban Fernando Escandón szerepét játszotta a Fuego en la sangre című sorozatban.

## Filmográfia

### Telenovellák
- Las hijas de la señora García (2024–2025) – Luis Portilla
- Szerelemre nincs recept (2024) – Ramsés Torrenegro
- Leona bosszúja (2023) - Ramsés Torrenegro (Magyar hang: Kárpáti Levente)
- A gazdagság ára (2022) - Alberto Salvatierra Ruiz (Magyar hang: Kárpáti Levente)
- A sors keze (2021) - Olmo Cáceres (Magyar hang:  Jakab Csaba)
- Vészhelyzet Mexikóban (2020) - Alonso Vega (Magyar hang: Varga Rókus)
- Por amar sin ley (2018-2019) - Alonso Vega
- Las Amazonas (2016) - Loreto Guzmán Valdez
- Veronica aranya (Lo imperdonable) (2015) - Aarón Martínez (Magyar hangː Renácz Zoltán)
- La malquerida (2014) - Norberto Palacios Rincón
- A szerelem diadala (Triunfo del amor) (2010-2011) - Guillermo Quintana (Magyar hangː Megyeri János)
- Camaleones (2009-2010) - Augusto Ponce de León
- Fuego en la sangre (2008) - Fernando Escandón
- Código postal (2006-2007) - Claudio Garza Moheno
- A mostoha (La madrastra) (2005) - Demetrio Rivero (Magyar hangː Megyeri János)
- Peregrina (2005-2006) - Carrión
- Amar otra vez (2003-2004) - Guillermo Montero
- A betolakodó (La intrusa) (2001) - Rodrigo Junquera Jr. (Magyar hangː Fazekas István, Németh Gábor)
- Mujer bonita (2001) - Leopoldo
- Sebzett szívek (Siempre te amaré) (2000) - Jorge Montesinos
- Serafín (1999) - Raúl Salgado
- Rosalinda (1999) - José Fernando Altamirano (Magyar hangː F. Nagy Zoltán)
- Salud, dinero y amor (1997-1998) - Felipe
- Marisol (1996) - Raúl Montemar
- Canción de amor (1996) - Lic. Arizmendi
- Acapulco, cuerpo y alma (1995-1996) - Marcelo De Maris
- Volver a empezar (1994-1995) - Tony
- Marimar (1994) - Bernardo Duarte (Magyar hang: Stohl András)
- Valentina (1993-1994) - Víctor Luján
- Triángulo (1992) - David Villafranca Linares
- Atrapada (1991-1992) - Víctor Montero
- Cuando llega el amor (1989-1990) - Rodrigo Fernández
- La casa al final de la calle (1989) - Braulio
- Dos vidas (1988) - Mauricio
- Cómo duele callar (1987) - Mauro
- El engaño (1986) - Gerardo
- De pura sangre (1985-1986) - Anselmo Bustamante

### Sorozatok
- Diseñador ambos sexos 36. rész: Rumores (2001) .... önmaga
- Mujer, casos de la vida real (1990) - Benjamín (epizód "Obsuridad")

### Színház
- La mudanza (1984)